# Genk
Genk je grad sa 67.009 stanovnika na istoku Belgije u Flandriji.
Godidne 1901. André Dumont otkrio je ugljen na ovom području te su ubrzo nastala tri rudnika ugljena: Zwartberg, Waterschei i Winterslag.

## Gradovi pobratimi
Genk ima ugovore o partnerstvu i suradnji sa sljedećim gradovima:
| - Francistown, Bocvana - Troisdorf, Njemačka - Nieuwpoort, Belgija - Sittard-Geleen, Nizozemska | - Suzhou, Kina - Kayseri, Turska - Cieszyn, Poljska |